# Daisuke Takagi
Daisuke Takagi (jap. 高木 大輔, Takagi Daisuke; * 14. Oktober 1995 in Yokohama, Präfektur Kanagawa) ist ein japanischer Fußballspieler.
Daisuke Takagi ist der Bruder von Toshiyuki Takagi und Yoshiaki Takagi.

## Karriere
Daisuke Takagi erlernte das Fußballspielen in der Jugendmannschaft von Tokyo Verdy. Hier unterschrieb er 2013 auch seinen ersten Profivertrag. Der Verein, der in der Präfektur Tokio beheimatet ist, spielte in der zweithöchsten Liga des Landes, der J2 League. Die Saison 2018 wurde er an den Ligakonkurrenten Renofa Yamaguchi FC nach Yamaguchi ausgeliehen. Nach Ende der Ausleihe wurde er von Yamaguchi fest verpflichtet. Im August 2019 wechselte er zum Erstligisten Gamba Osaka nach Suita. Die erste Mannschaft spielte in der ersten Liga, der J1 League, die U23-Mannschaft spielte in der dritten Liga, der J3 League. Für Gamba stand er in der ersten Liga zweimal auf dem Spielfeld. In der U23-Mannschaft spielte er 25-mal. Nach Vertragsende bei Gamba wechselte er im Januar 2021 wieder zu Renofa Yamaguchi.